# نسبة التمدد
يمكن تعريف نسبة التمدد لمادة مسالة أو مادة تبريد عميق بأنه حجم كمية معينة من هذه المادة في الحالة السائلة بالمقارنة إلى نفس الكمية من المادة في الحالة الغازية عند درجة حرارة الغرفة والضغط الجوي.
من الممكن إذا حدث تبخر لكمية كافية من السائل داخل حاوية مغلقة بحيث ينتج ضغط يمكن أن يؤدي إلى انكسار وعاء الضغط، وفي هذه الحالات نلجأ لاستخدام صمامات التنفيس.
تكون نسبة التمدد للمادة السائلة ومادة التبريد العميق من نقطة الغليان لدرجة الجو المحيط:
- النيتروجين السائل 1 إلى 696
- الهيليوم السائل 1 إلى 757
- الأرجون 1 إلى 847
- الهيدروجين السائل 1 إلى 851
- الأكسجين السائل 1 إلى 860
- النيون ويمتلك أكبر نسمبة تمدد وتساوي 1 إلى 1445.[3][4]